# Mesotelioma
Un mesotelioma és una forma virulenta de càncer que afecta la capa que envolta alguns òrgans interns vitals, com els pulmons (el mesiotelioma pulmonar o pleural afecta la pleura), el cor (al pericardi) o la cavitat abdominal (el mesiotelioma peritoneal afecta el peritoneu). L'exposició a materials tòxics com l'amiant o asbest poden provocar mesiotelioma, per la qual cosa a Espanya, en 2001 se'n va prohibir la utilització, producció i comercialització. Tots els mesoteliomes porten a la mort.

## Causes
La causa més coneguda, i respecte a la qual hi ha més literatura, és l'exposició laboral directa a l'asbest o a productes que el componen. Segons les fonts aquesta causa compren del 33% al 70% dels casos. Altres causes són l'exposició laboral no directa i la no laboral (domèstica, ambiental, etc.) a aquest material, que s'emprava a la construcció d'edificis, per exemple. Generalment, els mesoteliomes es desenvolupen de 30 a 40 anys després de l'exposició, que pot ser molt breu i no cal que sigui elevada.
Els dits malalts passius són els que contacten amb l'amiant a través d'una altra persona, per exemple un familiar d'una persona que s'ha endut partícules d'amiant als cabells o a la roba. El mesotelioma no es contagia i no està provat que sigui causat pel tabac.

## Símptomes
Els símptomes més comuns són tos, pèrdua de pes i febre, generalment acompanyats d'efusió pleural, dolor al pit i respiració dificultosa i penible. Fins fa poc, els malalts tenien una supervivència al voltant d'un any però actualment s'ha aconseguit alguns casos de supervivència de dos anys i fins i tot dos anys i mig.

## Etapes del mesotelioma maligne
Un cop detectat el mesotelioma maligne, es faran més proves per determinar si les cèl·lules canceroses s'han disseminat a altres parts del cos. Aquest procediment es coneix com a classificació per etapes. El metge necessita saber l'etapa en què es troba el càncer per poder planificar el tractament adequat. Per a la classificació del mesotelioma maligne es fan servir les següents etapes.
- Mesotelioma maligne localitzat

Etapa I: el càncer es troba en el recobriment de la cavitat toràcica prop del pulmó o el cor, o en el diafragma.
- Mesotelioma maligne avançat

Etapa II: el càncer s'ha disseminat fora del recobriment del tòrax als ganglis limfàtics de l'àrea.
Etapa III: el càncer s'ha disseminat a la paret toràcica, al centre del tòrax, al cor, a través del diafragma, o al recobriment abdominal, i en alguns casos als ganglis limfàtics adjacents.
Etapa IV: el càncer s'ha disseminat a òrgans o teixits distants.
- Mesotelioma maligne recurrent

En parlar de malaltia recurrent ens referim al fet que el càncer ha tornat a aparèixer (recorregut) després d'haver estat tractat. Pot tornar a aparèixer en el recobriment del tòrax o l'abdomen, o en una altra part del cos.

## Tractament
El tractament té com a objectiu l'intent d'allargar el temps de vida del malalt i alleujar els símptomes. Es pot tractar amb radioteràpia, quimioteràpia o, en casos detectats amb prou temps, amb cirurgia.

## Diagnòstic
Mitjançant una toracoscòpia per examinar l'interior de la cavitat toràcica amb un instrument especial anomenat. Per a això, farà una obertura a través de la paret toràcica, i farà la toracoscòpia al tòrax entre dues costelles. Aquesta prova, anomenada coscòpia, en general es porta a terme en un hospital. Abans de la prova, se li administrarà un anestèsic local (un medicament que causa pèrdua de sensibilitat durant un breu període). Vostè pot sentir una mica de pressió, però en general no sentirà dolor.
El metge també pot examinar l'interior de l'abdomen (peritoneoscopia) amb un aparell especial anomenat peritoneoscopi, el qual s'insereix en una obertura feta a l'abdomen. En general, aquesta prova també es porta a terme a l'hospital. Se li administrarà un anestèsic local abans que es dugui a terme la prova.
Si es troba teixit anormal, el metge haurà d'extreure un tros petit per sotmetre'l a una anàlisi a través del microscopi per tal de determinar la presència de cèl·lules canceroses. Aquest procés es coneix com a biòpsia. Les biòpsies generalment es fan durant la coscòpia o peritoneoscopia.

## Pronòstic
Dependran de la mida, de la seva ubicació i possible disseminació, l'edat del pacient, l'aparença de les cèl·lules sota el microscopi, i de la resposta al tractament.

## Epidemiologia
A la província de Barcelona van haver 237 casos de mort per mesiotelioma pleural en els vuit anys compresos entre 1983 i 1990. Es dona de dues a tres vegades més en homes que en dones.

## Altres malalties causades per l'amiant
Altres malalties causades per l'amiant són l'asbestosi; que és una afectació no tan local sinó difusa i que es diferencia del mesotelioma en el fet que requereix llargues exposicions a l'amiant; el càncer broncopulmonar i les patologies pleurals benignes, com les plaques parietals, la fibrosi pleural difusa, el vessament pleural i l'atelasia rodona.